# John Needham
John Turberville Needham (ur. 10 września 1713 w Londynie, zm. 30 grudnia 1781 w Brukseli) – angielski ksiądz rzymskokatolicki i biolog. Był pierwszym duchownym, który został członkiem Królewskiego Towarzystwa w Londynie dla Rozszerzania Wiedzy o Przyrodzie.

## Biografia
Był jednym z czworga dzieci adwokata Johna Needhama i Margaret Lucas. Jego ojciec zmarł, gdy John był dzieckiem. W latach 1722–1736 studiował w English College w Douai w północnej Francji. Święcenia kapłańskie przyjął w 1738 r. Od 1736 r. nauczał w college’u w Cambrai we Francji, a w 1740 r. przeniósł się do Anglii, gdzie pracował jako wicedyrektor w katolickiej szkole niedaleko Twyford. W 1744 r. przez krótki czas nauczał w Lizbonie, jednak ze względów zdrowotnych wrócił do Anglii w 1745 r. Mikroskopowe obserwacje zepsutej pszenicy podczas pobytu w Twyford i badania narządów kałamarnicy dokonane w Lizbonie były tematami jego pierwszych prac. W 1747 r. został wybrany do Royal Society – Królewskiego Towarzystwa w Londynie dla Rozszerzania Wiedzy o Przyrodzie. W 1761 został członkiem Society of Antiquaries of London, a od 1768 r. był także członkiem Królewskiego Baskijskiego Towarzystwa Przyjaciół Kraju.
W latach 1751–1757 był nauczycielem i przewodnikiem kilku młodych katolików podczas ich grandes toures do Francji, Szwajcarii i Włoch. W 1767 r. przeszedł na emeryturę i zamieszkał w St Gregory’s – w małym kolegium należącym do angielskiego duchowieństwa świeckiego, założonym w Paryżu pod koniec XVII w. W 1773 r. został dyrektorem Akademii Brukselskiej (Académie impériale et royale des Sciences et Belles-Lettres de Bruxelles). Funkcję tę pełnił do 1780 r., wnosząc duży wkład w upowszechnianie zaawansowanych technik laboratoryjnych. Zmarł w Brukseli 30 grudnia 1781 r. i został pochowany w opactwie Coudenberg.

## Działalność naukowa
Obserwacje mikroskopowe Needhama zostały opublikowane w „An Account of some New Microscopical Discoveries” w 1745 r., a dalsze badania zostały szczegółowo opisane w jego pracy Observations upon the generation, composition and decomposition of animal and vegetable substances w 1749 r.
Na podstawie swoich obserwacji mikroskopowych stał się zwolennikiem teorii samorództwa, zgodnie z którą żywe organizmy powstały z materii nieożywionej na poziomie mikroskopowym, a także witalizmu, doktryny głoszącej, że procesów życiowych nie można wyjaśnić prawami chemii i fizyki.
W 1748 r. przeprowadzał badania razem z hrabią de Buffon Georgesem-Louisem Leclerkiem. Prowadził naukową korespondencję z przyrodnikiem Charlesem Bonnetem i biologiem Lazzaro Spallanzanim. Badania Needhama, w których próbował udowodnić, że mikroskopijne organizmy (lub jak je nazywał, „anguilles”) mogą rozwijać się spontanicznie dzięki siłom natury w zamkniętym pojemniku, spotykały się z ostrą krytyką ze strony Woltera, uważającego że idee Needhama mogą wywołać wiele kontrowersji, ponieważ wydawały się popierać materializm i ateizm. Needham wniósł ważny wkład w botanikę i wyjaśnił mechanizm działania pyłku. Jego imieniem nazwano rodzaj australijskich roślin Needhama.

## Wybrane dzieła
- An Account of Some New Microscopical Discoveries. 1745. Gallica.
- New microscopical discoveries. 1745. BHL.
- Observations upon the Generation, Composition, and Decomposition of Animal and Vegetable Substances. 1749. BHL.